# Cálculo lógico
O cálculo lógico, ou derivação lógica, é um algoritmo ou sistema lógico que permite inferir ou deduzir um enunciado verdadeiro a partir de outro ou outros que se têm como validamente verdadeiros.
A inferência ou dedução é uma operação lógica que consiste em obter um enunciado como -conclusão- a partir de outro(s) -premissa(s)- mediante o aplicativo de regras de inferência.
Dizemos que alguém infere -ou deduz- "T" de "R" se aceita que se "R" tem valor verdade V, então, necessariamente, "T" tem valor verdade V.
Em nossa tarefa diária, utilizamos constantemente o raciocínio dedutivo; partimos de enunciados empíricos -supostamente verdadeiros e válidos- para concluir em outro enunciado que se deriva daqueles.
A lógica matemática, como ciência formal, se ocupa de analisar e sistematizar as regras que permitem a transformação de uns enunciados -premissas- em outras -conclusões- com objetivo de converter as operações dedutivas num cálculo rigoroso e eficaz.
Ao aplicar as regras deste cálculo lógico aos enunciados que formam um argumento, previa a simbolização adequada dos enunciados em fórmulas ou Expressões bem formadas (EBF) construímos um modelo dentro de um sistema dedutivo que, referido à linguagem ordinária, chamamos de Cálculo de dedução natural.
A representação gráfica dos símbolos (constantes lógicas) não está normalizada, o que leva às vezes a certas dificuldades de interpretação.

## Sistematização de um cálculo

### Regras de formação de fórmulas
I.- Uma letra enunciativa (com ou sem subíndice) é uma EBF (Expressão Bem Formada - em inglês wff ou seja «well- formed formula» que significa «fórmula bem formada»).
II.- Se A é uma fórmula, ¬ A também o é.
III.- Se A é uma EBF e B também, (A /\ B); (A \/ B); (A → B); (A ↔ B) também o são.
IV.- Nenhuma expressão é uma fórmula do Cálculo senão em virtude de I, II, III.
Nota: A, B,... com maiúsculas estão utilizadas como metalinguagem no que cada variável expressa qualquer proposição, atômica ou molecular.
Nota: Para a definição como função lógica de ¬, /\, \/, →, e ↔, se veja Tabela de valores para valer
Regras de transformação
R.T.1: Dada uma tese EBF do cálculo, na que aparecem variáveis de enunciados, o resultado de substituir uma, algumas ou todas essas variáveis por expressões bem formadas (EBF) do cálculo, será também uma tese EBF do cálculo. E isso com uma única restrição, muito importantíssima: a cada variável tem de ser substituída sempre que aparece e sempre pelo mesmo substituto.
Vejamos o exemplo:
| 1 | {\displaystyle } ( {\displaystyle } ) ∨ {\displaystyle } s {\di{\displaystyle }playstyle \left[\left(p\land q\right)\lor r\right]\rightarrow t\lor s}{\displaystyle } | Regra de Transformação |
| 2 | {\displaystyle } B {\displaystyle A\lor r\rightarrow {\displaystyle }}{\displaystyle }                                                                                | onde {\displaystyle } = ( {\displaystyle } ) {\di{\displaystyle }plays{\displaystyle }yle A=\left(p\land q\right)} e onde {\displaystyle } ( t {\displaystyle } s ) {\displaystyle B=\left(t\lor s\right)}{\displaystyle } |
| 3 | {\displaystyle } B {\displaystyle C\rightarrow {\displaystyle }}{\displaystyle }                                                                                      | onde {\displaystyle } = {\displaystyle } r {\displaystyle C=A\lo{\displaystyle } r}{\displaystyle } |

Ou vice-versa
| 1 | {\displaystyle } | Regra de Transformação |
| 2 | {\displaystyle } B {\displaystyle A\lor r\rightarrow {\displaystyle }}{\displaystyle }                                                                                | onde {\displaystyle } = {\displaystyle } {\displaystyle A\lor r=C}{\displaystyle } |
| 3 | {\displaystyle } ( {\displaystyle } ) ∨ {\displaystyle } s {\di{\displaystyle }playstyle \left[\left(p\land q\right)\lor r\right]\rightarrow t\lor s}{\displaystyle } | onde ( {\displaystyle } ) = {\displaystyle } {\di{\displaystyle }plays{\displaystyle }yle (p\land q)=A} e onde ( t {\displaystyle } s ) = {\displaystyle } {\displaystyle (t\lor s)=B}{\displaystyle } |

Esta regra recebe o nome de regra de substituição
R.T.2: Se X é uma tese EBF do sistema Y o é também X --> Y, então E é uma tese EBF do sistema.
Esta regra recebe o nome de regra de separação
Sobre a base destas duas regras, sempre poderemos reduzir um argumento qualquer à forma:
{\displaystyle }
o que constitui um esquema de inferência no que da verdade das premissas A, B, N e seu produto, podemos obter a conclusão E.

## Conceito de modelo
Quando num Cálculo C, se estabelece uma "correspondência" de cada símbolo com elementos determinados individuais distinguíveis entre si, de um Universo L, real (tal universo L não é um conjunto vazio, pelas mesmas condições que temos estabelecido), ENTÃO se diz que L é um MODELO de C.

## A linguagem natural como modelo de um cálculo lógico
Naturalmente o cálculo lógico é útil porque pode ter aplicações.
Mas em que consiste ou como se fazem tais aplicações?
Para o cálculo de enunciados podemos considerar que a linguagem natural é um modelo de C se o podemos submeter, isto é, lhe aplicar uma correspondência em C. Este processo é o que se chama formalização da linguagem.
A linguagem científica precisa "formalizar a linguagem" a fim de evitar ambiguidades nas expressões e nos conteúdos semânticos das palavras.
Quando é possível se chega a uma formalização completamente submetida a regras previamente estabelecidas, como se pretende neste caso, e os elementos que constituem as Expressões bem formadas (EBF)s da linguagem natural se podem substituir por variáveis sem significado, sem conteúdo semântico algum porque realizariam a mesma função que qualquer expressão da língua que cumpra a função sintáctica da expressão. Então podemos proceder como num cálculo.
Não é sempre possível,porém seria a linguagem ideal da ciência, porque evitaria a necessidade de "interpretação". Não teria mais que substituir variáveis por variáveis linguísticas e constantes por suas expressões linguísticas formalizadas.
É o que se pretende nesta aplicação: submeter as expressões da linguagem natural a umas variáveis simbólicas mediante umas regras de simbolização:

### Regras de simbolização
Regra I.
A cada um dos enunciados simples da linguagem natural se substituirá por variáveis proposicionais simbolizadas por letras minúsculas: p, q, r, s, t,.....
Regra II.
As expressões da linguagem natural tais como "não", "não é verdadeiro", "não é o caso que" "é falso", "é impossível" e todas aquelas que sejam equivalentes, se substituirão pelo símbolo de negação lógica: ¬
Chove: p; Não chove: ¬ p
Regra III.
As expressões da linguagem natural tais como "e", "nem", "mas", "que", e todas as que sejam equivalentes, se substituem pelo símbolo de conjunção lógica: ∧
Chove: p; Faz frio: q; Chove e faz frio: p ∧ q;
Regra IV.
As expressões da linguagem natural tais como "ou", "ou", "bem", "já", e seus equivalentes, se substituem pelo símbolo de disjunção lógica: ∨
Chove: p; Faz frio: q; Ou chove ou faz frio: p ∨ q
Regra V.
As expressões naturais tais como "se.... então", "depois...", "portanto", "por conseguinte", "com a condição que...", "infere-se", "se deduz" e seus equivalentes substituir-se-ão pelo símbolo de envolvimento lógico ou condicional material: →
Chove: p; Faz frio: q; Se chove então faz frio: p → q
Regra VI.
As expressões da linguagem natural tais como "...se e somente se...", "...equivale a...", "...é igual a...", "vale por...", "...é o mesmo que...", e seus equivalentes substituir-se-ão pelo símbolo bicondicional: ↔
Chove: p; Faz frio: q; Chove se e somente se faz frio: p ↔ q
Uso de parêntese:
1.- Não se utiliza parêntese naqueles casos em que os conectores afetam a enunciados simples ou atômicos.
2.- Utiliza-se parêntese quando o conector afeta a toda uma conjunção, disjunção, condicional ou bicondicional.
3.- Utiliza-se o parêntese nas expressões conjuntivas e disjuntivas precedidas ou seguidas de um condicional ou bicondicional.
4.- Utiliza-se o parêntese nas expressões que nos interesse precisar a dominância do conector, ou bem porque os conectores possuam a mesma dominância -como no caso da conjunção e do disjunção que são idempotentes- ou bem porque o sentido da expressão exige a alteração da dominância das conectivas fortes -o condicional e o bicondicional que são as conectivas fortes.

## Cadeia dedutiva
É uma sequência finita de enunciados dos quais um, a conclusão, se segue necessariamente dos anteriores. A cada enunciado que faz parte de uma determinada corrente dedutiva constitui uma linha de derivação.
- As diferentes linhas de derivação se colocarão uma embaixo de outra numeradas correlativamente a partir do um.
- As linhas correspondentes às premissas iniciais irão fornecidas com um hífen que precederá ao número que tenham alocado.
- Se a linha corresponde a uma fórmula inferida, se indicará a sua direita a regra aplicada e as premissas ou as linhas às que se aplicou a regra.
| Nº linha   | EBF       | Regra    | Linhas          |
| -1         | Premisa   |          |                 |
| -2         | Premisa   |          |                 |
| &          | EBF       | Regra S  | linha €, 2      |
| $          | EBF       | Regra R  | linha 1         |
| n-2        | EBF       | Regra X  | linhas 1, $     |
| n-1        | EBF       | Regra T  | linhas 2, (n-2) |
| n          | EBF       | Regra Ou | linhas &, (n-1) |
| Fechamento | Conclusão |          |                 |

### De que maneira pode se obter a conclusão?
a) A conclusão pode obter-se "diretamente" aplicando regras de inferência sobre as premissas iniciais.
b) Quando no desenvolvimento da derivação é necessário utilizar premissas adicionais (supostos não contemplados nas premissas dadas), dizemos que a derivação é "subordinada", isto é, a obtenção da conclusão se subordina à utilização de tais supostos.
c) Em caso que a conclusão não possa obter pelos métodos já revisados, recorreremos à derivação "indireta" ou de "redução ao absurdo".
Observações técnicas
- As linhas de derivação que introduzem provisionalmente supostos não contemplados nas premissas iniciais, deverão levar um sinal em esquadra olhando para abaixo. O significado do sinal é: "suponhamos pelo momento..."
| Linha n   | ┌ X | Significa que X é um suposto provisório não contemplado nas premisas. |
| Linha n+1 | │   | Linha não utilizável fosse do suposto.                                |
| Linhas    | │   | Linha não utilizável fosse do suposto.                                |
| linha n+a | E   | Significa o fechamento do suposto e seu cancelanción                  |

- Os supostos provisórios deverão ser cancelados dantes de estabelecer a conclusão. Um suposto provisório fica cancelado quando, numa linha posterior de dita derivação, se obtém uma fórmula tal que permite a dedução imediata de outra fórmula que é independente do referido suposto. A cancelamento de um suposto expressa-se fechando a esquadra.
- A redução ao absurdo consiste em supor como premissa provisório a negação da fórmula que se pretende demonstrar e obter, mediante este suposto, uma contradição. A consequência lógica será a negação do suposto, isto é, a afirmação da conclusão desejada.
- Todo suposto provisório ou as fórmulas dele derivadas incluídas dentro das esquadras não poderão utilizar após a cancelamento do suposto como elementos de novas inferências.

## Regras do cálculo de dedução natural. Cálculo proposicional
Neste cálculo a proposição lógica é considerada como um tudo em sua condição de poder ser V, verdadeira, ou F, falsa.
Distinguem-se as regras primitivas e as derivadas. As derivadas são produto das primitivas, mas facilitam e reduzem os passos da dedução. Assim mesmo as de substituição significam que uma expressão pode ser substituída diretamente por seu equivalente, às vezes como definição.

### Regras primitivas
As regras primitivas são as seguintes:
Introdução da negação, demonstração indireta ou absurdo I.N.
| ┌linha (n)    | A                   | Suposto provisório               |           |
| │             | -                   | Linhas derivadas provisórias     |           |
| │             | -                   | não utilizáveis fosse do suposto |           |
| linha (n+a)   | B /\ ¬ B            | Regra I.C, linha s, r            |           |
| _________     | Linha de fechamento |                                  |           |
| Linha (n+a)+1 | ¬ A                 | Regra I.N. linhas (n - n+a+1)    | Conclusão |

Eliminação da negação
| linha n   | A                        | Fórmula da cadeia |
| linha n+a | ¬A                       | Fórmula da cadeia |
| _______   | Linha de fechamento      |                   |
| C         | Regra E.N.,linhas n, n+a | Conclusão         |

Resulta curiosa esta regra, mas é a que justifica argumentos tais como: "Se isto que dizes é verdade, eu sou o Papa de Roma", que, são válidos ainda que inúteis, pois se dá por suposta a falsidade das premissas.
Introdução da conjunção ou produto: I.C.
| linha n   | A                         | Fórmula da corrente |
| linha n+a | B                         | Fórmula da corrente |
| _______   | Fechamento                |                     |
| A /\ B    | Regra I.C., linhas n, n+a | Conclusão           |

Eliminação da conjunção ou simplificação: E.C.
| linha n   | A /\ B             |           |
| _________ | Fechamento         |           |
| A         | Regra E.C. linha n | Conclusão |

Introdução da disjunção ou adição: I.D.
| linha n   | A                   | Fórmula da corrente |
| _________ | Fechamento          |                     |
| A \/ B    | Regra I.D., linha n | Conclusão           |

Eliminação da disjunção ou casos: E.D.
| linha n       | A \/ B                               |                                   |
| ┌linha (n+1)  | A                                    | Suposto provisório                |
| │             | -                                    | Linhas derivadas provisórias      |
| │             | -                                    | não utilizáveis fosse do suposto  |
| linha (n+ b)  | C                                    | Regra X, linha s, r               |
| ┌linha (n+x)  | B                                    | Suposto provisório                |
| │             | -                                    | Linhas derivadas provisórias      |
| │             | -                                    | não utillizables fosse do suposto |
| linha (n+x)+a | C                                    | Regra T, linha t, r               |
| _________     | Fechamento                           |                                   |
| C             | Casos,linhas [(n+1-n+b),(n+x-n+x+a)] |                                   |

Introdução da implicação ou teoria da dedução I.I.
| ┌linha (n)    | A          | Suposto provisório                    |
| │             | -          | Linhas derivadas provisórias          |
| │             | -          | não utilizáveis fosse do suposto      |
| linha (n+a)   | B          | Regra X, linha s, r                   |
| _________     | Fechamento |                                       |
| Linha (n+b)+1 | A → B      | Regra I.I. linhas (n+1-n+b),conclusão |

Eliminação da implicação ou Modus ponens E.I.
| linha n   | A → B                     | Fórmula da corrente |
| linha n+a | A                         | Fórmula da corrente |
| _________ | Fechamento                |                     |
| B         | Regra E.I., linhas n, n+a | Conclusão           |

### Regras derivadas
Algumas das regras derivadas mais utilizadas:
Silogismo hipotético ou Transitividade do condicional S.H.
| linha n   | A → B                     | Fórmula da cadeia |
| linha n+a | B → C                     | Fórmula da cadeia |
| _________ | Linha de fechamento       |                   |
| A → C     | Regra S.H., linhas n, n+a | Conclusão         |

Silogismo disjuntivo ou inferência do alternativo S.D.
| linha n   | A ∨ B                     | Fórmula da cadeia |
| linha n+a | ¬ A                       | Fórmula da cadeia |
| _________ | Linha de fechamento       |                   |
| B         | Regra S.D., linhas n, n+a | Conclusão         |

Modus tollens M.T.
| linha n   | A → B                     | Fórmula da cadeia |
| linha n+a | ¬ B                       | Fórmula da cadeia |
| _________ | Linha de fechamento       |                   |
| ¬ A       | Regra M.T., linhas n, n+a | Conclusão         |

### Regras de Substituição
Nas que as linhas de fechamento são dobros indicando que ambas fórmulas são equivalentes, isto é, podem se substituir diretamente uma por outra já que sua conexão é um bicondicional
Leis de De Morgan
| linha n      | ¬(A /\ B)                       | Fórmula da cadeia |
| _________    | Dupla linha de fechamento       |                   |
| (¬ A \/ ¬ B) | Regra de De Morgan 1., linha n. | Conclusão         |

| linha n      | ¬(A \/ B)                       | Fórmula da cadeia |
| _________    | Dupla linha de fechamento       |                   |
| (¬ A /\ ¬ B) | Regra de De Morgan 2., linha n. | Conclusão         |

Comutação da conjunção
| linha n   | A /\ B                            | Fórmula da cadeia |
| _________ | Dupla linha de fechamento         |                   |
| B /\ A    | Comutação conjunção CC., linha n. | Conclusão         |

Comutação da disjunção
| linha n   | A \/ B                            | Fórmula da corrente |
| _________ | Dupla linha de fechamento         |                     |
| B \/ A    | Comutação disjunção CD., linha n. | Conclusão           |

Associativa da conjunção AC.'
| linha n         | [A /\ (B /\ C)]                     | Fórmula da cadeia |
| _________       | Dupla linha de fechamento           |                   |
| [(A /\ B) /\ C] | Associativa conjunção AC., linha n. | Conclusão         |

Associativa da disjunção AD.
| linha n         | [A \/ (B \/ C)]                     | Fórmula da cadeia |
| _________       | Dupla linha de fechamento           |                   |
| [(A \/ B) \/ C] | Associativa disjunção AD., linha n. | Conclusão         |

Distributiva da conjunção
| linha n                | [A /\ (B \/ C)]                         | Fórmula da cadeia |
| _________              | Dupla linha de fechamento               |                   |
| [(A /\ B) \/ (A /\ C)] | Distributiva da conjunção DC., linha n. | Conclusão         |

Distributiva da disjunção
| linha n                | [A \/ (B /\ C)]                          | Fórmula da cadeia |
| _________              | Dupla linha de fechamento                |                   |
| [(A \/ B) /\ (A \/ C)] | Distributiva da disjunção DD., linhas n. | Conclusão         |

Duplo negação
| linha n   | ¬¬A                         | Fórmula da cadeia |
| _________ | Dupla linha de fechamento   |                   |
| A         | Dupla negação DN., linha n. | Conclusão         |

Transposição
| linha n   | (A → B)                   | Fórmula da cadeia |
| _________ | Dupla linha de fechamento |                   |
| (¬B → ¬A) | Transposição., linha n.   | Conclusão         |

Definição da implicação
| linha n   | A → B                      | Fórmula da cadeia |
| _________ | Dupla linha de fechamento  |                   |
| ¬A \/ B   | Implicação, Imp., linha n. | Conclusão         |

Equivalência 1
| linha n             | A ↔ B                     | Fórmula da cadeia |
| _________           | Dupla linha de fechamento |                   |
| [(A → B) /\ (B → A) | Equivalência 1., linha n. | Conclusão         |

Equivalência 2
| linha n                 | A ↔ B                     | Fórmula da cadeia |
| _________               | Dupla linha de fechamento |                   |
| [(A /\ B) \/ (¬A /\ ¬B) | Equivalência 2., linha n. | Conclusão         |

Exportação
| linha n       | [(A /\ B) → C]             | Fórmula da cadeia |
| _________     | Dupla linha de fechamento  |                   |
| [A → (B → C)] | Exportação. Exp., linha n, | Conclusão         |

Identidade
| linha n   | A                         | Fórmula da cadeia |
| _________ | Dupla linha de fechamento |                   |
| A         | Identidade, linha n,      | Conclusão         |

Tautologia
| linha n   | A                          | Fórmula da cadeia |
| _________ | Dupla linha de fechamento  |                   |
| (A \/ A)  | Exportação. Exp., linha n. | Conclusão         |

### Cálculo comológica de classes
A lógica de classes considera a proposição considerando o pertence ou não pertence de um elemento ou indivíduo a uma determinada classe. É a interpretação de uma proposição ou enunciado linguístico baixo a formalização da teoria de conjuntos.
Por classe entende-se um conjunto de indivíduos que têm uma propriedade comum. Note-se que a propriedade define à classe, não ao indivíduo, o que o diferencia essencialmente da lógica de pregados. Neste caso, por tanto, o valor para valer vem dado pelo pertence ou não pertence a uma classe. Por isso, a tabela de valores para valer se explicita como tabelas de pertence.
Assim, não é o mesmo dizer: "Hs = Sócrates é um homem" (onde atribuímos uma qualidade que corresponde ao ser mesmo de Sócrates), que dizer: "S
{\displaystyle }
{{\displaystyle } }
H  = Sócrates pertence à classe dos homens."{\displaystyle }
A classe faz sentido ainda que não existam indivíduos. Assim, a classe homem, como conceito de homem, existe ainda que não existam os homens. Da mesma forma que existe o conceito de "cavalos com asas", ainda que não existam pégasos.
Atualmente a chamada lógica tradicional, silogística, interpreta-se como lógica de classes.

#### Elementos e suas simbolizações
- Universo:  é a classe de todas as classes, de todos os elementos do universo que estejamos a considerar. Chama-lha classe universal. Ou
- Classe vazia: classe que não tem nenhum elemento : Ø
- Indivíduos:              x

```
           

  

    

      

    

    
{\displaystyle }

  

```

```
         

  

    

      

    

    
{\displaystyle }

  

```

```
           

  

    

      

    

    
{\displaystyle }

  

                            .         .         .         .
```

```
         

  

    

      

    

    
{\displaystyle }

  

                        
n     {\displaystyle x_{2}x_{3}....x_{n}

  

    

      

    

    
{\displaystyle }

  

```

- Classe: conjunto de indivíduos que têm uma propriedade em comum. Pode significar de várias maneiras:

A =           (           x
```
           

  

    

      

    

    
{\displaystyle }

  

                            ,
```

```
         

  

    

      

    

    
{\displaystyle }

  

```

```
           

  

    

      

    

    
{\displaystyle }

  

                            ,
```

```
         

  

    

      

    

    
{\displaystyle }

  

```

```
           

  

    

      

    

    
{\displaystyle }

  

                            .         .         .         .
```

```
         

  

    

      

    

    
{\displaystyle }

  

```

```
           

  

    

      

    

    
{\displaystyle }

  

                            )     {\displaystyle (x_{1},x_{2},x_{3}....x_{n})}  - Por enumeração

  

    

      

    

    
{\displaystyle }

  

```

A =
```
       

  

    

      

    

    
{\displaystyle }

  

         x     {

  

    

      

    

    
{\displaystyle }

  

}  ( 

  

    

      

    

    
{\displaystyle }

  

/ nascido em Astúrias) - Por um função proposicional quantificada

  

    

      

    

    
{\displaystyle }

  

[
3
]
```

- Pertence:

```
       

  

    

      

    

    
{\displaystyle }

  

                {

  

    

      

    

    
{\displaystyle }

  

 }         Não 
pertence
:
```

```
       

  

    

      

    

    
{\displaystyle }

  

                {

  

    

      

    

    
{\displaystyle }

  

}

  

    

      

    

    
{\displaystyle }

  

  

    

      

    

    
{\displaystyle }

  

```

- Generalizador:

```
       

  

    

      

    

    
{\displaystyle }

  

         x     {\displaystyle \bigwedge 

  

    

      

    

    
{\displaystyle }

  

}   Todo x.

  

    

      

    

    
{\displaystyle }

  

[
4
]
```

- Particularizador:

```
       

  

    

      

    

    
{\displaystyle }

  

         x     {\displaystyle \bigvee 

  

    

      

    

    
{\displaystyle }

  

}  Algum x.

  

    

      

    

    
{\displaystyle }

  

[
4
]
```

- Conectivas :

```
       

  

    

      

    

    
{\displaystyle }

  

         ,
       

  

    

      

    

    
{\displaystyle }

  

         ,
       

  

    

      

    

    
{\displaystyle }

  

         ,
       

  

    

      

    

    
{\displaystyle }

  

                {\displaystyle \land ,\vee ,\rightarrow ,\leftrightarrow }  - Definidas de igual forma que na lógica de enunciados relativas ao pertence ou não pertence de um indivíduo a uma classe.

  

    

      

    

    
{\displaystyle }

  

```

- A negação define-se como uma operação entre as classes, a classe complementar.

#### Operações entre as classes e sua simbolização
a) Classe complementar: classe complementar  de uma classe A é a classe formada por todos os elementos que não pertencem a essa classe A.
{\displaystyle }
A {\displaystyle }
=
{\displaystyle }
x
(
{\displaystyle }
{\displaystyle }
{\displaystyle } )
{\displ{\displaystyle }ystyle {\bar {A}=\bigwedge x(x\notin A)}
Observemos que equivale à negação.{\displaystyle }
| A {\displ{\displaystyle }ystyle A}{\displaystyle }  | A {\displaystyle } {\displ{\displaystyle }ystyle {\bar {A}{\displaystyle } |
| --------------------------------------------------- | -------------------------------------------------------------------------- |
| {\displaystyle } {{\displaystyle }}{\displaystyle } | {\displaystyle } {{\displaystyle }}{\displaystyle }                        |
| {\displaystyle } {{\displaystyle }}{\displaystyle } | {\displaystyle } {{\displaystyle }}{\displaystyle }                        |

b) Classe união ou união de classes: a classe união de duas classes A e B é a classe formada pelos elementos que pertencem a uma ou a outra classe.
A =
{\displaystyle }
x
(
{\displaystyle }
{\displaystyle }
A )
{\displ{\displaystyle }ystyle \bigwedge x(x\in A)}{\displaystyle }
B =
{\displaystyle }
x
(
{\displaystyle }
{\displaystyle }
B
)
{\displaystyle \{\displaystyle }igwedge x(x\in B)}{\displaystyle }
A {\displaystyle }
B
{\displ{\displaystyle }ystyle A\cup {\displaystyle }}
=
{\displaystyle }
x
(
{\displaystyle }
∈
A {\displaystyle }
{\displaystyle }
{\displaystyle }
B
)
{\displaystyle \{\displaystyle }igwedge x(x\in A\lor x\in B)}{\displaystyle }{\displaystyle }
Observamos que equivale à disjunção.
| A {\displ{\displaystyle }ystyle A}{\displaystyle }  | B {\displaystyle {\displaystyle }}{\displaystyle }  | {\displaystyle } B {\displaystyle A\cup {\displaystyle }}{\displaystyle } |
| --------------------------------------------------- | --------------------------------------------------- | ------------------------------------------------------------------------- |
| {\displaystyle } {{\displaystyle }}{\displaystyle } | {\displaystyle } {{\displaystyle }}{\displaystyle } | {\displaystyle }                                                          |
| {\displaystyle } {{\displaystyle }}{\displaystyle } | {\displaystyle } {{\displaystyle }}{\displaystyle } | {\displaystyle } {{\displaystyle }}{\displaystyle }                       |
| {\displaystyle } {{\displaystyle }}{\displaystyle } | {\displaystyle } {{\displaystyle }}{\displaystyle } | {\displaystyle } {{\displaystyle }}{\displaystyle }                       |
| {\displaystyle } {{\displaystyle }}{\displaystyle } | {\displaystyle } {{\displaystyle }}{\displaystyle } | {\displaystyle } {{\displaystyle }}{\displaystyle }                       |

b)Interseção de classes ou classe interseção: classe interseção de duas classes A e B é a classe formada pelos elementos que pertencem a uma e a outra classe.
A =
{\displaystyle }
x
(
{\displaystyle }
{\displaystyle }
A )
{\displ{\displaystyle }ystyle \bigwedge x(x\in A)}{\displaystyle }
B =
{\displaystyle }
x
(
{\displaystyle }
{\displaystyle }
B
)
{\displaystyle \{\displaystyle }igwedge x(x\in B)}{\displaystyle }
A {\displaystyle }
B
{\displ{\displaystyle }ystyle A\cap {\displaystyle }}
=
{\displaystyle }
x
(
{\displaystyle }
∈
A {\displaystyle }
{\displaystyle }
{\displaystyle }
B
)
{\displaystyle \{\displaystyle }igwedge x(x\in A\land x\in B)}{\displaystyle }{\displaystyle }
| A {\displ{\displaystyle }ystyle A}{\displaystyle }  | B {\displaystyle {\displaystyle }}{\displaystyle }  | {\displaystyle } B {\displaystyle A\cap {\displaystyle }}{\displaystyle } |
| --------------------------------------------------- | --------------------------------------------------- | ------------------------------------------------------------------------- |
| {\displaystyle } {{\displaystyle }}{\displaystyle } | {\displaystyle } {{\displaystyle }}{\displaystyle } | {\displaystyle }                                                          |
| {\displaystyle } {{\displaystyle }}{\displaystyle } | {\displaystyle } {{\displaystyle }}{\displaystyle } | {\displaystyle } {{\displaystyle }}{\displaystyle }                       |
| {\displaystyle } {{\displaystyle }}{\displaystyle } | {\displaystyle } {{\displaystyle }}{\displaystyle } | {\displaystyle } {{\displaystyle }}{\displaystyle }                       |
| {\displaystyle } {{\displaystyle }}{\displaystyle } | {\displaystyle } {{\displaystyle }}{\displaystyle } | {\displaystyle } {{\displaystyle }}{\displaystyle }                       |

Observamos que equivale à conjunção.
c)Diferença: classe diferença é a classe formada pelos elementos da que não pertencem a B.
A =
{\displaystyle }
x
(
{\displaystyle }
{\displaystyle }
A )
{\displ{\displaystyle }ystyle \bigwedge x(x\in A)}{\displaystyle }
B =
{\displaystyle }
x
(
{\displaystyle }
{\displaystyle }
B
)
{\displaystyle \{\displaystyle }igwedge x(x\in B)}{\displaystyle }
A {\displaystyle }
B
=
{\displaystyle } {\displaystyle }
{\displaystyle }
¯
{\displ{\displaystyle }ystyle A-{\displaystyle }=A\cap {\overline {B}
=
{\displaystyle }
x
(
{\displaystyle }
∈
A {\displaystyle }
{\displaystyle }
{\displaystyle }
{\displaystyle }
{\displaystyle }
)
{\displaystyle \bigwedge x(x\in A\land x\in {\overline {B})}{\displaystyle }{\displaystyle }
| A {\displ{\displaystyle }ystyle A}{\displaystyle }  | B {\displaystyle {\displaystyle }}{\displaystyle }  | {\displaystyle } {{\displaystyle }}{\displaystyle } |
| --------------------------------------------------- | --------------------------------------------------- | --------------------------------------------------- |
| {\displaystyle } {{\displaystyle }}{\displaystyle } | {\displaystyle } {{\displaystyle }}{\displaystyle } | {\displaystyle }                                    |
| {\displaystyle } {{\displaystyle }}{\displaystyle } | {\displaystyle } {{\displaystyle }}{\displaystyle } | {\displaystyle } {{\displaystyle }}{\displaystyle } |
| {\displaystyle } {{\displaystyle }}{\displaystyle } | {\displaystyle } {{\displaystyle }}{\displaystyle } | {\displaystyle } {{\displaystyle }}{\displaystyle } |
| {\displaystyle } {{\displaystyle }}{\displaystyle } | {\displaystyle } {{\displaystyle }}{\displaystyle } | {\displaystyle } {{\displaystyle }}{\displaystyle } |

#### Relações entre as classes
a) Identidade ou equivalência:   pode suceder que todos os membros de uma classe o sejam também de outra, e vice-versa. Por exemplo:
A =
{\displaystyle }
x
(
{\displaystyle }
{\displaystyle }
{\displaystyle } )
{\displ{\displaystyle }ystyle A=\bigwedge x(x\in A)}
;{\displaystyle }
{\displaystyle }
A =
B
{\{\displaystyle }ispl{\displaystyle }ystyl{\displaystyle } A={\displaystyle }}
;
d
e
{\displaystyle }
.
{\displaystyle }
x
(
{\displaystyle }
∈
A {\displaystyle }
{\displaystyle }
{\displaystyle }
{\displaystyle }
)
{\displaystyle def.\bigwedge x(x\in A\leftrightarrow x\in B)}{\displaystyle }{\displaystyle }
A = Todos os meninos que têm um ano de idade.
B = Todos os meninos nascidos faz um ano.
Ponhamos atenção em que a equivalência se refere à extensão dos indivíduos que pertencem à classe, mas formalmente a propriedade que a define pode ser diversa. Por isso faz sentido dizer  A = B como classes diferentes, mas equivalentes.
b) Inclusão:  quando todos os membros de uma classe pertencem a outra
A =
{\displaystyle }
x
(
{\displaystyle }
{\displaystyle }
{\displaystyle } )
{\displ{\displaystyle }ystyle A=\bigwedge x(x\in A)}
;{\displaystyle }
{\displaystyle }
A {\displaystyle }
B
{\{\displaystyle }ispl{\displaystyle }ystyl{\displaystyle } A\su{\displaystyle }seteq B}
;
d
e
{\displaystyle }
.
{\displaystyle }
x
(
{\displaystyle }
∈
A {\displaystyle }
{\displaystyle }
{\displaystyle }
{\displaystyle }
)
{\displaystyle def.\bigwedge x(x\in A\rightarrow x\in B)}{\displaystyle }{\displaystyle }
c) Disjunção: quando nenhum elemento de B pertence a A, nem nenhum elemento da pertence a B.
A =
{\displaystyle }
x
(
{\displaystyle }
{\displaystyle }
{\displaystyle } )
{\displ{\displaystyle }ystyle A=\bigwedge x(x\in A)}
;{\displaystyle }
{\displaystyle }

#### Proposições tipo
A clássica classificação aristotélica:
Tipo A: todos o S são P. "Todos os homens são mortais", se interpreta como:
{\displaystyle }
Tipo E: nenhum S é P. "Nenhum homem é mortal", interpreta-se como:
{\displaystyle }
x
(
{\displaystyle }
{\displaystyle }
S
{\displaystyle }
{\displaystyle }
{\displaystyle }
P
)
{\di{\displaystyle }{\displaystyle }laystyle \bigwedge x(x\in S\to x\notin P)}
{\displaystyle }
{\dis{\displaystyle }laystyle \leftrightarrow }
S
{\displaystyle }
P
{\displaystyle }
{\displaystyle S\subset {\bar {P}{\displaystyle }{\displaystyle }{\displaystyle }
Tipo I: algum S é P. "Algum homem é mortal", interpreta-se como
{\displaystyle }
x
(
{\displaystyle }
∈
S
{\displaystyle }
{\displaystyle }
{\displaystyle }
P
)
{\di{\displaystyle }{\displaystyle }laystyle \bigvee x(x\in S\land x\in P)}
{\displaystyle }
{\dis{\displaystyle }laystyle \leftrightarrow }
S
{\displaystyle }
P
{{\displaystyle }}{\displaystyle }{\displaystyle }{\displaystyle }
Tipo Ou: algum S é Não-P. ´"Algum homem não é mortal", se interpreta como
{\displaystyle }
x
(
{\displaystyle }
{\displaystyle }
S
{\displaystyle }
{\displaystyle }
{\displaystyle }
P
)
{\di{\displaystyle }{\displaystyle }laystyle \bigvee x(x\in S\land x\notin P)}
{\displaystyle }
{\dis{\displaystyle }laystyle \leftrightarrow }
{\displaystyle }
(
S
{\displaystyle }
P
)
{\displaystyle \lnot (S\subset P)}{\displaystyle }{\displaystyle }{\displaystyle }

#### Regrasdo cálculo de classes
Leis associativas:
A ∪         (         B
```
       

  

    

      

    

    
{\displaystyle }

  

         C         )         =         (
       

  

    

      

    

    
{\displaystyle }

  

 

  

    

      

    

    
{\displaystyle }

  

```

```
       

  

    

      

    

    
{\displaystyle }

  

         )
       

  

    

      

    

    
{\displaystyle }

  

       

  

    

      

    

    
{\displaystyle }

  

                {\displaystyle A\

  

    

      

    

    
{\displaystyle }

  

up (B\cup C)=(A\cup B)\cup C}

  

    

      

    

    
{\displaystyle }

  

```

A ∩         (         B
```
       

  

    

      

    

    
{\displaystyle }

  

         C         )         =         (
       

  

    

      

    

    
{\displaystyle }

  

 

  

    

      

    

    
{\displaystyle }

  

```

```
       

  

    

      

    

    
{\displaystyle }

  

         )
       

  

    

      

    

    
{\displaystyle }

  

       

  

    

      

    

    
{\displaystyle }

  

                {\displaystyle A\

  

    

      

    

    
{\displaystyle }

  

ap (B\cap C)=(A\cap B)\cap C}

  

    

      

    

    
{\displaystyle }

  

```

Leis comutativas:
A ∪         B         =
```
       

  

    

      

    

    
{\displaystyle }

  

       

  

    

      

    

    
{\displaystyle }

  

       

  

    

      

    

    
{\displaystyle }

  

 {\displ

  

    

      

    

    
{\displaystyle }

  

ystyle     A\cup B=B\cup A}

  

    

      

    

    
{\displaystyle }

  

```

A ∩         B         =
```
       

  

    

      

    

    
{\displaystyle }

  

       

  

    

      

    

    
{\displaystyle }

  

       

  

    

      

    

    
{\displaystyle }

  

 {\displ

  

    

      

    

    
{\displaystyle }

  

ystyle     A\cap B=B\cap A}

  

    

      

    

    
{\displaystyle }

  

```

Leis distributivas:
A ∪         (         B         ∩         C         )         =         (
```
       

  

    

      

    

    
{\displaystyle }

  

 

  

    

      

    

    
{\displaystyle }

  

```

```
       

  

    

      

    

    
{\displaystyle }

  

         )
       

  

    

      

    

    
{\displaystyle }

  

         (
       

  

    

      

    

    
{\displaystyle }

  

 

  

    

      

    

    
{\displaystyle }

  

```

```
       

  

    

      

    

    
{\displaystyle }

  

         )     {\displaystyle A\

  

    

      

    

    
{\displaystyle }

  

up (B\cap C)=(A\cup B)\cap (A\cup C)}

  

    

      

    

    
{\displaystyle }

  

```

A ∩           (           B           ∪           C           )         =         (
```
       

  

    

      

    

    
{\displaystyle }

  

 

  

    

      

    

    
{\displaystyle }

  

```

```
         

  

    

      

    

    
{\displaystyle }

  

                  )
       

  

    

      

    

    
{\displaystyle }

  

                    (
         

  

    

      

    

    
{\displaystyle }

  

 

  

    

      

    

    
{\displaystyle }

  

```

```
           

  

    

      

    

    
{\displaystyle }

  

                      )     {\displaystyle A\

  

    

      

    

    
{\displaystyle }

  

ap {(B\cup C)}=(A\cap {B})\cup {(A\cap {C})

  

    

      

    

    
{\displaystyle }

  

```

Lei da dupla negação:
A ¯
```
           

  

    

      

    

    
{\displaystyle }

  

                            =
       

  

    

      

    

    
{\displaystyle }

  

 {\displaystyle     {\overline {\overline {A}=A}

  

    

      

    

    
{\displaystyle }

  

```

Leis de De Morgan:
(               A {\displaystyle }                              B               )             ¯         =
```
           

  

    

      

    

    
{\displaystyle }

  

 

  

    

      

    

    
{\displaystyle }

  

```

```
       

  

    

      

    

    
{\displaystyle }

  

```

```
           

  

    

      

    

    
{\displaystyle }

  

           

  

    

      

    

    
{\displaystyle }

  

                                  {\displaystyle {\overline {(A\cup 

  

    

      

    

    
{\displaystyle }

  

)={\overline {A}\cap {\overline {B}

  

    

      

    

    
{\displaystyle }

  

```

(               A {\displaystyle }                              B               )             ¯         =
```
           

  

    

      

    

    
{\displaystyle }

  

 

  

    

      

    

    
{\displaystyle }

  

```

```
       

  

    

      

    

    
{\displaystyle }

  

```

```
           

  

    

      

    

    
{\displaystyle }

  

           

  

    

      

    

    
{\displaystyle }

  

                                  {\displaystyle {\overline {(A\cap 

  

    

      

    

    
{\displaystyle }

  

)={\overline {A}\cup {\overline {B}

  

    

      

    

    
{\displaystyle }

  

```

Leis de absorção:
A {\displaystyle }                  (
```
       

  

    

      

    

    
{\displaystyle }

  

 

  

    

      

    

    
{\displaystyle }

  

```

```
       

  

    

      

    

    
{\displaystyle }

  

         )         =
       

  

    

      

    

    
{\displaystyle }

  

 {\displaystyle     A\cup (A\cap B)=A}

  

    

      

    

    
{\displaystyle }

  

```

A {\displaystyle }                  (
```
       

  

    

      

    

    
{\displaystyle }

  

 

  

    

      

    

    
{\displaystyle }

  

```

```
       

  

    

      

    

    
{\displaystyle }

  

         )         =
       

  

    

      

    

    
{\displaystyle }

  

 {\displaystyle     A\cap (A\cup B)=A}

  

    

      

    

    
{\displaystyle }

  

```

Lei de contraposição:
A ⊂         B
```
       

  

    

      

    

    
{\displaystyle }

  

```

```
           

  

    

      

    

    
{\displaystyle }

  

             ¯
```

```
       

  

    

      

    

    
{\displaystyle }

  

```

```
           

  

    

      

    

    
{\displaystyle }

  

 

  

    

      

    

    
{\displaystyle }

  

                                              {\displ

  

    

      

    

    
{\displaystyle }

  

ystyle A\subset B\leftrightarrow {\overline {B}\subset {\overline {A}

  

    

      

    

    
{\displaystyle }

  

```

Lei da transitividade:
{\displaystyle }                            (         A ⊂         B         )
```
       

  

    

      

    

    
{\displaystyle }

  

         (
       

  

    

      

    

    
{\displaystyle }

  

       

  

    

      

    

    
{\displaystyle }

  

         C         )
```

```
           

  

    

      

    

    
{\displaystyle }

  

```

```
       

  

    

      

    

    
{\displaystyle }

  

         (
       

  

    

      

    

    
{\displaystyle }

  

 

  

    

      

    

    
{\displaystyle }

  

```

```
       

  

    

      

    

    
{\displaystyle }

  

         )     {\displaystyle {\big [}(A\subset B)\wedge (B\subset 

  

    

      

    

    
{\displaystyle }

  

){\big ]}\to (A\subset C)}

  

    

      

    

    
{\displaystyle }

  

```

Junto com estas leis específicas mantêm-se as mesmas regras do cálculo de enunciados, nas relações de umas proposições com outras.

## Regras do cálculo quantificativo. Cálculo de predicados
Quando o argumento não se fundamenta nas relações conectivas entre as proposições como um tudo, sina na análise das proposições, se faz necessário a ampliação do cálculo lógico como são, agora, as regras de quantificação, para o cálculo quantificativo.
A quantificação permite explicitar o âmbito de aplicativo de um pregado a um sujeito ou conjunto de sujeitos. Pelo que o cálculo segundo este modo de análise da proposição se conhece como “cálculo de predicados”.

### Regras de simbolização
A expressão
P
x
{{\displaystyle }}
denota qualquer proposição ou função proposicional.{\displaystyle }
Sendo
P
{\dis{\displaystyle }laystyle P}
um pregado que se aplica a uma variável individual
x
{\displaystyle {\displaystyle }}
.{\displaystyle }{\displaystyle }
P
{\dis{\displaystyle }laystyle {\displaystyle }}
= ser quadrado;
x
{{\displaystyle }}
= qualquer coisa;
P
{\displaystyle }
{{\displaystyle }}
= qualquer coisa quadrada{\displaystyle }{\displaystyle }{\displaystyle }
Uma função proposicional sem quantificação alguma não pode ter valor para valer V  ou falsidade  F e não é, por tanto, uma proposição.
A e{\displaystyle }pressão
{\displaystyle }
{\displaystyle } {\displaystyle
Pa}
denot{\displaystyle } a ocorrência de
P x
{{\displaystyle }}
em
a {{\displaystyle }}
.{\displaystyle }{\displaystyle }{\displaystyle } Sendo a, b, c, d, e….  constantes individuais.
P
{{\displaystyle } {\displaystyle }}
= ser qu{\displaystyle }dr{\displaystyle }do;
a {{\displaystyle }
a}
= esta mesa;
P
a {\displaystyle
Pa}
= Esta mesa é quadrada{\displaystyle }{\displaystyle }{\displaystyle }
Neste caso
P
{\displaystyle } {\dis{\displaystyle }l{\displaystyle }ystyle
P{\displaystyle }}
é uma proposição singular, em que
x
{{\displaystyle } {\displaystyle }}
=
a {\displaystyle
a}
, e
P
a {\displaystyle
Pa}
pode ter valor V ou F.{\displaystyle }{\displaystyle }{\displaystyle }{\displaystyle }
Uma proposição não pode ter ocorrências livres, variáveis sem quantificar, para poder ter valor V ou F.
A substituição de um variável
x
{\displaystyle {\displaystyle }}
numa função {\displaystyle }ro{\displaystyle }osicional
P
{\displaystyle }
{{\displaystyle } P{\displaystyle }}
tem de fazer-se baixo a condição de que a variável
w
{{\displaystyle }}
, como variável de indivíduos, deve estar livre em
P {\displaystyle }
{{\displaystyle }}
em todos os lugares em que
{\displaystyle }
{{\displaystyle }}
ocorre livre em
P x
{{\displaystyle }}
.{\displaystyle }{\displaystyle }{\displaystyle }{\displaystyle }{\displaystyle }{\displaystyle } (Se
P
x
{\dis{\displaystyle }laystyle {\displaystyle }{\displaystyle }}
não contém ocorrências livres de {\displaystyle }
{{\displaystyle } {\displaystyle }}
, então
P
x
{\displaystyle P{\displaystyle }}
e
P
w
{{\displaystyle }}
são idênticas;
x
{{\displaystyle }}
e
{\displaystyle }
{{\displaystyle }}
são o mesmo).{\displaystyle }{\displaystyle }{\displaystyle }{\displaystyle }{\displaystyle }{\displaystyle }
Uma ocorrência livre é a ocorrência de uma {\displaystyle }ariável
ou
{{\displaystyle }}
,
v
{{\displaystyle }}
,
x
{\displaystyle {\displaystyle }}
,
z
{\displaystyle {\displaystyle }}
, etc. não submetida ao alcance de um cuantificador universal {\displaystyle } existencial.{\displaystyle }{\displaystyle }{\displaystyle }{\displaystyle }
Por exemplo:
Substituindo o variável
x
{\displaystyl{\displaystyle } {\displaystyle }}
= ser uma roda, {\displaystyle }ela variável
e
{{\displaystyle }}
= ser uma roda de bicicleta, com respeito ao pregado
P
{{\displaystyle }}
= ser redondo, quando o universo, ou contexto de que se trata é o das bicicletas:{\displaystyle }{\displaystyle }{\displaystyle }
P
x
{\displaystyle }
{\displaystyle }
e
{{\displaystyle }}
{\displaystyle } por tanto
{\displaystyle }
{{\displaystyle }}
=
e
{{\displaystyle }}{\displaystyle }{\displaystyle }{\displaystyle }

### Quantificadores
```
       

  

    

      

    

    
{\displaystyle }

  

```

```
   {

  

    

      

    

    
{\displaystyle }

  

 }
```

Generalizador Universal{\displaystyle }
É o resultado do produto da /\ b /\ c /\ d /\ e /\ f……....  em todas as ocorrências possíveis de x. Equivale a “Todos os possíveis x”
```
       

  

    

      

    

    
{\displaystyle }

  

```

```
   {

  

    

      

    

    
{\displaystyle }

  

 }
```

Particularizador existencial{\displaystyle }
É o resultado da adição  a \/ b \/ c \/ d \/ e \/ f.....   em todas as ocorrências possíveis de x.  Equivale  “Existem alguns, ou ao menos um  indivíduo que verifica  Px.
Instanciación
Substituindo numa função proposicional as variáveis de indivíduos x, e, z,... por constantes a, b, c.....   como indivíduos: Pedro, Juan, este livro, etc.
Exemplos:
P = Ser quadrado      x = qualquer coisa      a = esta mesa
{\displaystyle }
{{\displaystyle } }
x Px = Para todo o x, para qualquer x{\displaystyle }, x é quadrado
{\displaystyle }
{{\displaystyle } }
x Px = Para algum x, dá-se Px{\displaystyle }.   Existe ao menos um x tal que x é quadrado
Px = Ser quadrado      Pa = Esta mesa é quadrada

### Classes de proposições
Singulares:
Ma     Sendo M = ser mortal     a = Antonio     Ma ↔ Antonio é mortal
Gerais:
Sendo:
P = Ser homem      M = Ser mortal      x = variável individual, qualquer indivíduo
{\displaystyle }
{{\displaystyle } }
x (Px{\displaystyle } → Mx)      Para todo o x se Px então Mx  ↔  Todos os homens são mortais
{\displaystyle }
{{\displaystyle } }
x (Px{\displaystyle } /\ Mx)      Existe algum x para o que Px /\ Mx  ↔  Algum homem é mortal
{\displaystyle }
{{\displaystyle } }
x (Px{\displaystyle } →  ¬Mx)      Para todo o x se Px  então ¬Mx ↔  Nenhum homem é mortal
{\displaystyle }
{{\displaystyle } }
x (Px{\displaystyle } /\  ¬Mx)      Existe algum x  tal que Px /\ ¬Mx  ↔  Algum homem não é mortal
Proposições multiplamente gerais:
Enunciados compostos cujos componentes são proposições gerais com  mais de uma variável de indivíduos  e/ou  com proposições singulares.
Seja o caso da proposição:
{\displaystyle }
{{\displaystyle } }
x{\displaystyle } (Px → Lx)] → Ld      Que poderia equivaler a: Se todos os cães ladram, então Desko (meu cão) ladra.
Se fosse o caso
{\displaystyle }
{{\displaystyle } }
x{\displaystyle } (Px → Lx) → Ly
Px e Lx, são ocorrências unidas, submetidas ao alcance de um quantificador.
Ly em mudança é uma ocorrência livre, e por isso pode se substituir por outra variável ou por uma constante, como Ld.

### Regras do cálculo quantificativo
Além de todas as regras referidas às proposições como um tudo, se têm as seguintes:
Instanciação Universal. I.Ou.
| Linha n   | /\xPx               |                          |
| ¯¯¯¯¯¯¯¯¯ | linha de fechamento |                          |
| Linha n+a | Py                  | Ou.I. linha n. Conclusão |

Generalização existencial. E.G.
| Linha n      | Py                  |                         |
| ¯¯¯¯¯¯¯¯¯¯¯¯ | linha de fechamento |                         |
| Linha n+a    | \/xPx               | E.G. linha n. Conclusão |

Instanciação existencial. I.E.
| linha n       | \/xPx                            |                               |           |
| ┌linha (n+1)  | Py                               | Suposto provisório            |           |
| │             | Linhas derivadas provisórias     |                               |           |
| │             | não utilizáveis fosse do suposto |                               |           |
| linha (n+a)   | p                                | Regra &&, linha s, r          |           |
| ______        | Linha de fechamento              |                               |           |
| Linha (n+a)+1 | p                                | Regra E.I. linhas (n - n+a+1) | Conclusão |

Com a condição de que e seja uma variável que não ocorre livre nem em p nem em nenhuma linha que preceda a Py.
Generalização universal. G.Ou.
| Linha n      | Py                  |                          |
| ¯¯¯¯¯¯¯¯¯¯¯¯ | linha de fechamento |                          |
| Linha n+a    | /\xPx               | G.Ou. linha n. Conclusão |

Com a condição de que e seja uma variável que não ocorre livre nem em /\xPx nem em nenhuma hipótese dentro de cujo alcance se encontra Py
Negação de um quantificador N.Q.
| /\xPx    | ¬xPx   | x¬Px   | ¬x¬Px  |                           |
| ======   | ====== | ====== | ====== | Dupla linha de fechamento |
| ¬\/x ¬Px | \/x¬Px | ¬\/xPx | \/xPx  |                           |

Princípio de identidade  Id.
Identidade: Px
| e = x | ¬Px        | e = x   | p       |                     |
| ¯¯¯¯¯ | ¯¯¯¯¯      | ¯¯¯¯¯   | ¯¯¯¯¯   | Linha de fechamento |
| ] Py  | ] ¬(e = x) | ] x = e | ] x = x |                     |

## Cálculo de relações
Em algumas ocasiões a validade de um argumento reside nas relações que uma ou várias proposições estabelecem entre vários indivíduos.
Assim a relação “ser maior que” fundamenta um argumento claramente válido:
Antonio é maior que Pepe, e Pepe é maior que Juan. Depois Antonio é maior que Juan.
Simbolização
Seja a relação
R = ser maior que;
a = Antonio;
p = Pepe
Rap        Simboliza a proposição Antonio é maior que Pepe.
Nota importante: É fundamental a consideração da ordem das constantes ou variáveis da relação. Não é o mesmo Rab que Rba como se compreende facilmente. Ainda que possa ter relações nas que a ordem não varia a relação lógica, por exemplo “ser igual a”.
Seja  agora o argumento anteriormente considerado, onde
R = ser maior que;     a = Antonio;     p = Pepe;     j = Juan
O esquema de inferência consequente seria:
(Rap /\ Rpj) → Raj
Que nos dá a forma de um esquema de inferência baseado em relações.
Classes de proposições
Em função do número dos indivíduos entre os que se dá a relação:
Diádicas, triádicas, tetrádicas…….
Diádica      Raj      Antonio é amigo de Juan
Triádica:    Rsmv     Segovia está entre Madri e Valladolid
Tetrádica:   Ramjc    Antonio mudou a moto a Juan por um carro
Funções proposicionais
Se substituímos as constantes individuais por variáveis de indivíduos teríamos:
Rxy       Rxyz       Rwxyz
Proposições gerais e quantificadores
Salta à vista a dificuldade que encerra o manejo de tantas variáveis e seus quantificadores;  por isso simplificamos a consideração a relações binárias.
Para exemplificação das proposições consideramos a relação A = amar a
/\x /\e Axy           Todo a ama a tudo
/\e /\x Axy           Todo é amado por tudo
\/x \/e Axy           Algo ama a algo
\/e \/x Axy            Algo é atraído por algo
/\x /\e Axy            Nada ama coisa alguma
/\e /\x Axy            Nada é amado por coisa alguma
Tendo em conta as possíveis conectivas entre variáveis e quantificadores a simbolização requer uma análise lógica complexo da linguagem, tendo em conta que não sempre é necessário explicitar relações quando estas não intervêm na forma lógica do argumento.
A simbolização, devido à ambiguidade da linguagem, e às vezes ao conteúdo das mesmas relações,  não sempre é clara nem convincente à hora de determinar o sentido lógico da expressão linguística simbolizada em proposições lógicas. Por isso a modo de exemplo simbolizamos:
Consideremos a expressão: Algum golfista aficionado vontade a todos os profissionais.
Consideraremos o caso de “algum que é aficionado” = \/x Ax;   /\e = Todos os que são profissionais;  e   G = ganhar a.
Analisamos a expressão:
\/x {(x é um aficionado) /\ (x pode ganhar a todos os profissionais)}
e depois como:
\/x {(x é um aficionado) /\  /\e (Se e é profissional --> (x ganha a e)}
o que usando nossas simbolizações:
\/x {Ax /\ /\e (Ai --> Gxy)}
É evidente que a prática faz desnecessários os passos intermediários.
Regras de cálculo
Não é necessário introduzir novas regras para tratar os argumentos que incluem relações. A lista de regras do cálculo proposicional e de quantificadores possibilitam tratar todos os argumentos relacionais, enquanto a redução das proposições a unidades proposicionais às que se possam aplicar as regras é realmente complicado.